# Luís Herbst
Dom Luís Herbst C.S.Sp. (nascido Ludwig Herbst, 23 de novembro de 1925 - 31 de dezembro de 2017) foi um bispo católico alemão.
Em 1936, entrou no Seminário Menor dos Espiritanos em Broichweiden, depois em Knechtsteden e, finalmente, em Donaueschingen, onde conclui o ensino secundário em 1943. Foi convocado para a Wehrmacht como pára-quedista, sendo gravemente ferido por um tiro na cabeça em janeiro de 1945.
Herbst juntou-se à Congregação do Espírito Santo e emitiu os votos em Menden em 1946. Foi ordenado sacerdote em 8 de dezembro de 1951 em Knechtsteden, pelo bispo-auxiliar Wilhelm Stockum. De 1953 a 1967 trabalhou como missionário no Brasil, junto a Pe. Henrique Rüth, futuro prelado do Juruá. Foi vigário cooperador (1953-1964) e pároco (1964-1967), em Vila Porto Valter. Em 1967, Pe. Herbst foi nomeado vigário-geral da Prelazia de Juruá, até 1979.
Foi nomeado pelo Papa João Paulo II em 14 de agosto de 1979 como prelado-coadjutor do Juruá. Recebeu a sagração episcopal em 11 de novembro do mesmo ano, através de Dom Henrique Rüth, Prelado de Juruá. Os co-consagradores foram Dom Milton Corrêa Pereira, Arcebispo-Coadjutor de Manaus e Dom Joaquim de Lange CSSp, Prelado de Tefé. Com a elevação da Prelatura Territorial do Juruá para Diocese de Cruzeiro do Sul, em 25 de junho de 1987 tornou-se bispo-coadjutor da nova diocese.
Sucedeu a Dom Henrique Rüth CSSp, em 7 de dezembro de 1988 como Bispo de Cruzeiro do Sul. Resignou em 3 de janeiro de 2001.
Dom Luís foi consagrador principal de Mosé João Pontelo, CSSp (1998) e principal co-consagrador de Sérgio Eduardo Castriani, CSSp (1998).
Em dezembro de 2001, Dom Luís e sua irmã Gertrude receberam o título de cidadão de honra da cidade de Würselen.
Dom Luís foi acometido por uma forte gripe na última semana de dezembro de 2017 e diagnosticado com princípio de pneumonia. Sua morte foi confirmada na residência anexa à casa das Irmãs Franciscanas, no Centro de Retiros, onde funcionava o antigo Seminário Menor. Dom Luís já sofria de Alzheimer e também com pressão alta. Foi sepultado na Catedral Nossa Senhora da Glória.